# Walerian Trębiński
Walerian Trębiński herbu Rogala (zm. w 1754 roku) – podsędek lubelski w latach 1744–1754, podczaszy lubaczowski w latach 1738–1744, marszałek sejmiku przedsejmowego województwa bełskiego w 1750 roku.
Poseł na sejm 1746 roku z województwa lubelskiego.